# Nicola Grigolo
Nicola Grigolo (* 8. November 1967 in Padua) ist ein ehemaliger italienischer Beachvolleyballspieler.

## Karriere
Grigolo begann seine internationale Karriere in den frühen 1990er Jahren und spielte unter anderem mit Riccardo Marchiori und Marco Solustri. 1996 nahm er mit seinem neuen Partner Andrea Ghiurghi am olympischen Turnier in Atlanta teil. Dort verloren die beiden Italiener gegen die späteren Goldmedaillengewinner Kiraly/Steffes (USA) und die Norweger Kvalheim/Maaseide und belegten den 13. Platz. Im gleichen Jahr erreichten Ghiurghi und Grigolo ihren größten Erfolg bei der Europameisterschaft in ihrem Heimatland, als sie die Bronzemedaille gewannen.
1997 bildete der aus Padua stammende Athlet ein Duo mit Andrea Raffaelli. Bei der Weltmeisterschaft in Los Angeles kam die beiden nicht über Rang 33 hinaus. Im nächsten Jahr spielte Nicola Grigolo mit Davide Sanguanins, wobei das beste Ergebnis bei den Open-Turnieren Platz 17 war.